# Francis Russell, II conte di Bedford
Francis Russell, II conte di Bedford (1527 – Londra, 28 luglio 1585), è stato un nobile e politico inglese.

## Biografia
Francis era il figlio di John Russell, I conte di Bedford e di sua moglie Anne Sapcote. È stato istruito a padiglione del re, a Cambridge, e accompagnava il padre a sedere nella Camera dei Comuni. Ha rappresentato Buckinghamshire in parlamento nel 1545-47 e nel 1547-52. Dopo che suo padre era stato creato conte di Bedford, nel gennaio 1550, era conosciuto come Lord Russell, prendendo il suo posto nella Camera dei Lord con questo titolo nel 1552.
Russell era in sintonia con i riformatori, ed era in contatto con Sir Thomas Wyatt, e in conseguenza del suo atteggiamento religioso è stato imprigionato durante la parte precedente del regno di Maria. Quando venne rilasciato visitò l'Italia, è entrò in contatto con riformatori stranieri.

## Regno di Elisabetta I
Quando Elisabetta salì al trono nel novembre 1558 il conte di Bedford, divenne una figura attiva nella vita pubblica. Fu fatto consigliere, e compì commissioni diplomatiche alla corte di Carlo IX di Francia e di Maria, Regina di Scozia.
Dal febbraio 1564 al ottobre 1567 fu governatore di Berwick e guardiano delle Marche ad est della Scozia, in cui condusse varie trattative fra Elisabetta e Maria. Bedford rappresentò Elisabetta come suo ambasciatore al battesimo del principe James il 17 dicembre 1566 al Castello di Stirling. Egli sembra essere stato un efficiente direttore, ma è stato irritato dal comportamento vacillante e tortuoso della regina inglese. Quando scoppiò, nel 1569, l'insurrezione del Nord, Bedford fu mandato in Galles, sotto il comando del Duca di Norfolk.
Nel 1576 è stato presidente del consiglio del Galles, e nel 1581 è stato uno dei commissari incaricati di organizzare il matrimonio tra Elisabetta e Francesco, duca d'Angiò. Bedford, venne nominato Cavaliere della Giarrettiera nel 1564.

## Morte
Morì a Londra. Fu sepolto nella cappella di famiglia accanto a Chenies Manor House, la tenuta di famiglia che aveva fatto la sua casa principale e dove si era intrattenuto con la Regina Elisabetta nel 1570.

## Matrimonio
Sposò, in prime nozze, Margaret St. John (Bletsoe, Bedfordshire, 1533 - 27 agosto 1562), figlia di Sir John St John (pronipote di Margherita di Beauchamp Bletso) e Margaret Walgrave, dalla quale ebbe sette figli:
- Lady Anne Russell (1548-1603), sposò Ambrose Dudley, III conte di Warwick, non ebbero figli;
- Edward Russell, barone Russell (1551-1572), sposò Jane Sibella Morrison, non ebbero figli;
- John Russell, barone Russell (1553-1584), sposò Elizabeth Cooke, ebbero due figlie;
- Francis Russell, barone Russell (1554-27 luglio 1585), sposò Juliana Foster, ebbero un figlio;
- William Russell, I barone di Thornhaugh (1557-1613), sposò Elizabeth Long, ebbero un figlio;
- Lady Elizabeth Russell (?-1605), sposò William Bourchier, III conte di Bath, ebbero tre figli;
- Lady Margaret Russell (1560-1616), sposò George Clifford, III conte di Cumberland.

Sposò, in seconde nozze, Bridget (?-1601), figlia di John Hussey, I barone di Sleaford, due volte vedova.

## Morte
Morì il 28 luglio 1585. Gli successe come terzo conte suo nipote, Edward (1572-1627), unico figlio di Francis, Lord Russell (1550-1585).